# Musa Roba-Kinkal
Musa Roba-Kinkal (* 16. August 1989 in Arsi, Äthiopien) ist ein deutscher Langstreckenläufer äthiopischer Herkunft.

## Werdegang
Roba-Kinkal wuchs als Sohn eines Bauernehepaars in Äthiopien auf und begeisterte sich bereits in seiner Kindheit für den Laufsport. Nachdem sein politisch engagierter Vater verschollen und sein Bruder ermordet worden waren, brachte ihn sein Onkel 2005 zu seiner eigenen Sicherheit außer Landes. Statt wie geplant in Kanada landete er jedoch zunächst in einem Kinderheim in Frankfurt am Main. Seit 2006 lebt Roba-Kinkal im hessischen Gelnhausen, wo er von einem Einheimischen adoptiert wurde und sich dem TV Gelnhausen anschloss.
Bald feierte Roba-Kinkal zahlreiche Erfolge im Jugend- und Juniorenbereich. 2007 wurde er Deutscher A-Jugend-Meister im 10-Kilometer-Straßenlauf, Vizemeister im Crosslauf und jeweils Dritter im 3000-Meter-Lauf in der Halle und im Freien. Außerdem belegte er in der Juniorenklasse den dritten Platz bei den Deutschen Meisterschaften im 10.000-Meter-Lauf. Im folgenden Jahr verteidigte er seinen Titel im Straßenlauf erfolgreich. 2009 wurde er bei den Leichtathletik-U23-Europameisterschaften in Kanaus Zehnter im 5000-Meter-Lauf und belegte bei den Crosslauf-Europameisterschaften in Dublin in der Altersklasse U23 den neunten Rang. Außerdem wurde er bei den Deutschen Meisterschaften in der Juniorenklasse über 10.000 Meter sowie in der Hauptklasse im 5000-Meter-Lauf hinter Arne Gabius jeweils Zweiter. 
2010 wechselte Roba-Kinkal zum TV Wattenscheid 01, wo er bei Alexander Mikitenko, dem Ehemann der erfolgreichen Langstreckenläuferin Irina Mikitenko, trainierte. Beim Paderborner Osterlauf belegte er in 28:50 min den neunten Platz auf der 10-Kilometer-Strecke. Nachdem er bei den Deutschen Meisterschaften in Ohrdruf Dritter geworden war und mit 28:41,60 min die erforderliche Qualifikationsnorm unterboten hatte, machte er sich Hoffnungen auf die Teilnahme an den Europameisterschaften in Barcelona. Letztlich erhielten aber Titelverteidiger Jan Fitschen, Christian Glatting und Hindernislaufspezialist Filmon Ghirmai den Vorzug. Davon abgesehen gewann er das Rennen bei der Berliner City-Nacht 2010.
Roba-Kinkal folgte dem Ehepaar Mikitenko 2011 zum SC Gelnhausen. Im April gab er sein Debüt auf der Halbmarathondistanz und wurde bei den Deutschen Meisterschaften in Griesheim mit einer Zeit 1:04:30 h Zweiter hinter André Pollmächer. Drei Wochen später siegte er bei den Deutschen Meisterschaften in Essen im 10.000-Meter-Lauf. Über dieselbe Distanz gewann er bei den U23-Europameisterschaften in Ostrava die Bronzemedaille. Bei den Deutschen Meisterschaften in Kassel belegte er über 5000 Meter den vierten Rang. Eine Woche später gewann er erneut den Wettbewerb bei der Berliner City-Nacht.
Musa Roba-Kinkal ist seit 2011 mit der äthiopisch-deutschen Langstreckenläuferin Fate Tola verheiratet. Seit 2012 startet er für die LG Braunschweig.